# Aeroportul Tatakoto
Aeroportul Tatakoto (IATA: TKV, ICAO: NTGO) este un aeroport din îles Tuamotu-Gambier⁠(d), Polinezia Franceză, Franța ce deservește zona Tatakoto⁠(d). Aeroportul a fost tranzitat în 2022 de 1.818 pasageri. A fost deschis în 1979 și numit după zona deservită.
Situat la o altitudine de 3 m, aeroportul dispune de o singură pistă.